# Yellow Rose (Film)
Yellow Rose ist ein US-amerikanisch-philippinisches Filmdrama aus dem Jahr 2019. Regie führte Diane Paragas, die zusammen mit Annie Howell und Celena Cipriaso auch das Drehbuch schrieb. Die Hauptrolle übernahm Eva Noblezada.

## Handlung
Die siebzehnjährige Rose Garcia lebt mit ihrer Mutter Gail illegal in Texas. Nur für ihren verstorbenen, aus Manila stammenden Vater galt die Aufenthaltsgenehmigung und die beiden müssen täglich damit rechnen, abgeschoben zu werden. Rose freundet sich mit dem jungen Elliot an, den sie in einem Geschäft für Musikinstrumente kennenlernt. Er lädt sie ein, zu einem Konzert des Countrysängers Dale Watson in Austin mitzukommen, hier lernt sie Watson und die Betreiberin der Musikkneipe kennen. Rose liebt die Countrymusik seit ihrer Kindheit und arbeitet selbst an Texten und Kompositionen.
Zur gleichen Zeit stürmt die Polizei die Wohnung von Roses Mutter, die verhaftet wird und in eine Abschiebeeinrichtung gebracht wird. Rose fährt zu ihrer Tante, der Schwester ihrer Mutter, bei der sie erst einmal wohnen kann, doch deren Mann will Rose nicht aufnehmen und so ist sie gezwungen, woanders unterzukommen. Sie fährt nach Austin und erzählt ihre Lebensgeschichte der Betreiberin der Musikkneipe, die Rose anbietet, bei ihr zu wohnen und zu arbeiten. Eines Nachts stürmt die Polizei auch hier ihren Arbeitsplatz und einige der Angestellten, die auch keine Aufenthaltsgenehmigung besitzen, werden verhaftet.
Rose kann entkommen und findet bei dem Countrysänger Watson Unterschlupf, mit dem sie zusammen neue Lieder aufnimmt und später bei kleinen Auftritten mit ihm vorträgt. Roses Mutter wird nach Manila abgeschoben, über Telefon bleiben sie in Kontakt. Auch bei Watson kann Rose nicht bleiben, findet aber eine Anstellung im Zimmerservice eines Hotels, in dem sie auch wohnen kann. Auf einem Fest singen Rose und Watson ihre neuesten Songs, ihre Mutter kann das Konzert dank eines Livestreams in Manila mitansehen.

## Produktion
Die Dreharbeiten begannen im August 2018 in Austin und Manila und wurden im Januar 2019 abgeschlossen. Regisseurin und Drehbuchautorin Diane Paragas erzählte Reportern, dass der Film seit 2004 in Arbeit ist. Es wurde auch angekündigt, dass Paragas auf dem Soundtrack singen würde, ebenso wie Eva Noblezada, Lea Salonga und Dale Watson.

## Veröffentlichung
Der Film feierte im Mai 2019 auf dem Los Angeles Asian Pacific Film Festival seine Premiere und wurde international auch auf anderen Filmfestivals gezeigt, wobei er dreizehn Filmfestival-Preise gewann. Yellow Rose ist der erste philippinisch-amerikanischen Film, der von Sony Pictures Entertainment für das Kino realisiert wurde.

## Rezeption

### Kritik
Bei Rotten Tomatoes erreichte der Film eine Zustimmungsrate von  87 Prozent, basierend auf 55 Kritiken.
Bei Metacritic bekam Yellow Rose eine Punktzahl von 70/100, basierend auf 14 Kritiken.

### Auszeichnungen (Auswahl)
Los Angeles Asian Pacific Film Festival 2019
- Gewonnen: Beste bahnbrechende Leistung – Eva Noblezada
- Gewonnen: Bester narrativer Spielfilm

Austin Film Festival 2019
- Nominiert: Festzelt-Film

Houston Film Critics Society 2021
- Gewonnen: Texas Independent Film Award

Vancouver Asian Film Festival 2019
- Gewonnen: Bester Film

San Diego Asian Film Festival 2019
- Gewonnen: Publikumspreis